# Kynnefjäll A
Kynnefjäll A är ett naturreservat i Munkedals kommun i Västra Götalands län. De ingår tillsammans med reservaten Kynnefjäll-Sätret och Kynnefjäll B i de som kallas Kynnefjälls naturreservat. 
Området är naturskyddat sedan 1992 och är 640 hektar stort. Reservatet omfattar två separat delar, är den västra omger sjön Stora Holmevatten och den östra höjder runt Långevatten. Reservatet består av tallskog och barrblandskog.